# Dyskografia Darii Zawiałow
Dyskografia Darii Zawiałow, polskiej piosenkarki, składa się z czterech albumów studyjnych, trzech albumów w ramach supergrup, jednego minialbumu, czterdziestu singli (w tym sześciu z gościnnym udziałem) i czterech singli promocyjnych oraz trzydziestu pięciu teledysków (w tym sześciu z gościnnym udziałem).
3 marca 2017 nakładem Sony Music ukazał się jej debiutancki album studyjny A kysz!, który dotarł do siódmego miejsca listy OLiS i uzyskał status platynowej płyty za sprzedaż w nakładzie ponad 30 tys. egzemplarzy. Promowały go single „Malinowy chruśniak”, „Kundel bury”, „Miłostki” i „Na skróty”, do których zrealizowano teledyski. W grudniu 2017 wydała swoją interpretację utworu „Jeszcze w zielone gramy”, nagraną na ścieżkę dźwiękową do filmu Plan B. Utwór został certyfikowany platyną, przekraczając liczbę 20 tys. sprzedanych kopii.
8 marca 2019 wydała drugi album studyjny pt. Helsinki, również poprzez wytwórnię Sony Music. Płyta uplasowała się na pierwszym miejscu oficjalnej listy sprzedaży w Polsce i zdobyła status potrójnej platyny za sprzedaż w ponad 90 tys. egzemplarzy. Album promowały single „Nie dobiję się do Ciebie”, „Szarówka”, „Hej Hej!”, „Czy Ty słyszysz mnie?”, „Punk Fu!”, „Gdybym miała serce”, „Helsinki” i „Nie mamy czasu”, do których nakręcono teledyski.
W 2020 wzięła udział w 11. edycji festiwalu Męskie Granie, który razem z innymi jego uczestnikami promowała singlem „Świt”. Utwór dotarł do pierwszego miejsca polskiej listy airplay. W ramach tego wydarzenia wydali również album Męskie Granie 2020, który zajął pierwsze miejsce na oficjalnej liście sprzedaży i uzyskał status platynowej płyty za sprzedaż w ponad 30 tys. kopii.
Jej trzeci album studyjny zatytułowany Wojny i noce, ukazał się 11 czerwca 2021 nakładem Sony Music i dotarł do drugiego miejsca oficjalnej listy sprzedaży, uzyskując status podwójnie platynowej płyty za sprzedaż w ponad 60 tys. egzemplarzy. Promowany był singlami „Kaonashi”, „Za krótki sen”, „Wojny i noce”, „Metropolis” oraz „Laura”.
W 2021 ponownie wzięła udział w festiwalu Męskie Granie i wraz z innymi jego uczestnikami nagrała singel „I Ciebie też, bardzo”. Utwór dotarł do pierwszego miejsca listy AirPlay – Top. Album Męskie Granie 2021, który został zarejestrowany podczas tego wydarzenia, zajął pierwsze miejsce na liście OLiS i uzyskał certyfikat podwójnie platynowej płyty za sprzedaż w ponad 60 tys. kopii.
20 października 2023 ukazał się jej czwarty album studyjny pt. Dziewczyna pop. Wydawnictwo uplasowało się na drugim miejscu oficjalnej listy sprzedaży w Polsce i uzyskało status platyny za sprzedaż w ponad 30 tys. egzemplarzy.

## Albumy

### Albumy studyjne
| Rok  | Dane dot. albumu | Najwyższa pozycja na liście | Certyfikat                 | Sprzedaż       |
| Rok  | Dane dot. albumu | POL                         | Certyfikat                 | Sprzedaż       |
| ---- | --- | --------------------------- | -------------------------- | -------------- |
| 2017 | A kysz! - Wydany: 3 marca 2017 - Wytwórnia: Sony Music - Format: CD, digital download, LP, streaming                | 7                           | - ZPAV: platynowa płyta    | - POL: 30 000+ |
| 2019 | Helsinki - Wydany: 8 marca 2019 - Wytwórnia: Sony Music - Format: CD, digital download, LP, streaming               | 1                           | - ZPAV: 3× platynowa płyta | - POL: 90 000+ |
| 2021 | Wojny i noce - Wydany: 11 czerwca 2021 - Wytwórnia: Sony Music - Format: CD, digital download, LP, streaming        | 2                           | - ZPAV: 2× platynowa płyta | - POL: 60 000+ |
| 2023 | Dziewczyna pop - Wydany: 20 października 2023 - Wytwórnia: Sony Music - Format: CD, digital download, LP, streaming | 2                           | - ZPAV: 3× platynowa płyta | - POL: 90 000+ |

### Albumy w ramach supergrup
| Rok  | Dane dot. albumu | Najwyższa pozycja na liście | Certyfikat                 | Sprzedaż       |
| Rok  | Dane dot. albumu | POL                         | Certyfikat                 | Sprzedaż       |
| ---- | --- | --------------------------- | -------------------------- | -------------- |
| 2020 | Męskie Granie 2020 (Męskie Granie Orkiestra 2020: Daria Zawiałow, Błażej Król i Igo) - Wydany: 4 grudnia 2020 - Wytwórnia: Mystic Production - Format: CD, digital download, streaming                      | 1                           | - ZPAV: platynowa płyta    | - POL: 30 000+ |
| 2021 | Męskie Granie 2021 (Męskie Granie Orkiestra 2021: Daria Zawiałow, Dawid Podsiadło i Vito Bambino) - Data premiery: 3 grudnia 2021 - Wytwórnia: Mystic Production - Nośniki: CD, digital download, streaming | 1                           | - ZPAV: 2× platynowa płyta | - POL: 60 000+ |
| 2024 | Męskie Granie 2024 (Męskie Granie Orkiestra 2024: Daria Zawiałow, Mrozu i Kacperczyk) - Data premiery: 29 listopada 2024 - Wytwórnia: Mystic Production - Nośniki: CD, digital download, streaming          | 1                           |                            |                |

## Minialbumy
| Rok  | Dane dot. albumu                                                                                      |
| ---- | --- |
| 2024 | Spotify Singles - Wydany: 20 marca 2024 - Wytwórnia: Sony Music - Format: digital download, streaming |

## Single

### Jako główna artystka
| Rok | Tytuł                                                                                                 | Najwyższe pozycje na listach | Najwyższe pozycje na listach | Najwyższe pozycje na listach | Certyfikat                  | Sprzedaż        | Album                           |
| Rok | Tytuł                                                                                                 | POL (airplay)                | POL (streaming)              | POL (Billboard)              | Certyfikat                  | Sprzedaż        | Album                           |
| --- | --- | ---------------------------- | ---------------------------- | ---------------------------- | --------------------------- | --------------- | ------------------------------- |
| 2016 | „Malinowy chruśniak”                                                                                  | –                            | X                            | X                            | - ZPAV: platynowa płyta     | - POL: 20 000+  | A kysz!                         |
| 2016 | „Kundel bury”                                                                                         | –                            | X                            | X                            | - ZPAV: platynowa płyta     | - POL: 20 000+  | A kysz!                         |
| 2017 | „Miłostki”                                                                                            | –                            | X                            | X                            | - ZPAV: złota płyta         | - POL: 10 000+  | A kysz!                         |
| 2017 | „Lwy”                                                                                                 | –                            | X                            | X                            |                             |                 | A kysz!                         |
| 2017 | „Na skróty”                                                                                           | –                            | X                            | X                            |                             |                 | A kysz! (Deluxe Edition)        |
| 2017 | „Jeszcze w zielone gramy”                                                                             | –                            | X                            | X                            | - ZPAV: platynowa płyta     | - POL: 20 000+  | Plan B (ścieżka dźwiękowa)      |
| 2018 | „Nie dobiję się do Ciebie”                                                                            | –                            | X                            | X                            | - ZPAV: platynowa płyta     | - POL: 20 000+  | Helsinki                        |
| 2019 | „Szarówka”                                                                                            | –                            | X                            | X                            | - ZPAV: platynowa płyta     | - POL: 20 000+  | Helsinki                        |
| 2019 | „Hej Hej!”                                                                                            | 1                            | X                            | X                            | - ZPAV: 2× platynowa płyta  | - POL: 40 000+  | Helsinki                        |
| 2019 | „Czy Ty słyszysz mnie?” (gościnnie: Ralph Kaminski, schafter)                                         | –                            | X                            | X                            | - ZPAV: platynowa płyta     | - POL: 20 000+  | Helsinki (edycja specjalna)     |
| 2019 | „Punk Fu!”                                                                                            | 2                            | X                            | X                            | - ZPAV: platynowa płyta     | - POL: 20 000+  | Helsinki                        |
| 2020 | „Gdybym miała serce”                                                                                  | –                            | X                            | X                            | - ZPAV: złota płyta         | - POL: 25 000+  | Helsinki                        |
| 2020 | „Helsinki”                                                                                            | 16                           | X                            | X                            | - ZPAV: złota płyta         | - POL: 25 000+  | Helsinki                        |
| 2020 | „Świt” (Męskie Granie Orkiestra 2020: Daria Zawiałow, Król i Igo)                                     | 1                            | X                            | X                            | - ZPAV: platynowa płyta     | - POL: 20 000+  | Męskie Granie 2020              |
| 2020 | „Nie mamy czasu”                                                                                      | –                            | X                            | X                            |                             |                 | Helsinki (edycja specjalna)     |
| 2020 | „Płoną góry, płoną lasy” (na żywo; Męskie Granie Orkiestra 2020: Daria Zawiałow, Król i Igo)          | 70                           | X                            | X                            |                             |                 | Męskie Granie 2020              |
| 2021 | „Kaonashi”                                                                                            | 4                            | X                            | X                            | - ZPAV: platynowa płyta     | - POL: 50 000+  | Wojny i noce                    |
| 2021 | „Za krótki sen” (oraz Dawid Podsiadło)                                                                | 7                            | X                            | X                            | - ZPAV: 3× platynowa płyta  | - POL: 150 000+ | Wojny i noce                    |
| 2021 | „Wojny i noce”                                                                                        | –                            | X                            | X                            |                             |                 | Wojny i noce                    |
| 2021 | „I Ciebie też, bardzo” (Męskie Granie Orkiestra 2021: Daria Zawiałow, Dawid Podsiadło i Vito Bambino) | 1                            | 49                           | X                            | - ZPAV: 2× diamentowa płyta | - POL: 500 000+ | Męskie Granie 2021              |
| 2021 | „Serca gwiazd” (oraz A_GIM)                                                                           | –                            | X                            | X                            |                             |                 | Pajęczyna (ścieżka dźwiękowa)   |
| 2021 | „Metropolis”                                                                                          | 18                           | X                            | X                            |                             |                 | Wojny i noce                    |
| 2022 | „Laura” (gościnnie: Sokół)                                                                            | –                            | X                            | 19                           | - ZPAV: platynowa płyta     | - POL: 50 000+  | Wojny i noce (edycja specjalna) |
| 2023 | „Fifi Hollywood”                                                                                      | 1                            | 13                           | 13                           | - ZPAV: 2× platynowa płyta  | - POL: 100 000+ | Dziewczyna pop                  |
| 2023 | „Z Tobą na chacie”                                                                                    | 1                            | 11                           | 11                           | - ZPAV: 2× platynowa płyta  | - POL: 100 000+ | Dziewczyna pop                  |
| 2023 | „Supro” (gościnnie: Taco Hemingway)                                                                   | 2                            | 25                           | –                            | - ZPAV: 2× platynowa płyta  | - POL: 100 000+ | Dziewczyna pop                  |
| 2024 | „Złamane serce jest ok”                                                                               | 1                            | 18                           | 18                           | - ZPAV: 3× platynowa płyta  | - POL: 150 000+ | Dziewczyna pop                  |
| 2024 | „Dziewczyna pop”                                                                                      | –                            | 57                           | –                            | - ZPAV: złota płyta         | - POL: 25 000+  | Dziewczyna pop                  |
| 2024 | „Wolne duchy” (Męskie Granie Orkiestra 2024: Daria Zawiałow, Mrozu i Kacperczyk)                      | 2                            | 37                           | –                            | - ZPAV: złota płyta         | - POL: 25 000+  | Męskie Granie 2024              |
| 2024 | „Tak… Tak… to ja” (Męskie Granie Orkiestra 2024: Daria Zawiałow, Mrozu i Kacperczyk)                  | –                            | –                            | –                            |                             |                 | Męskie Granie 2024              |
| 2024 | „Nie, nie, nie” (Męskie Granie Orkiestra 2024: Daria Zawiałow, Mrozu i Kacperczyk)                    | –                            | –                            | –                            |                             |                 | Męskie Granie 2024              |
| 2024 | „Ballada o niej”                                                                                      | 1                            | 65                           | –                            | - ZPAV: złota płyta         | - POL: 25 000+  | Dziewczyna pop                  |
| 2025 | „Dziwna” (gościnnie: Artur Rojek)                                                                     | 2                            | –                            | –                            |                             |                 | Dziewczyna pop                  |
| 2025 | „Tom Yum” (gościnnie: Kacperczyk)                                                                     | –                            | –                            | –                            |                             |                 | Dziewczyna pop                  |
| „–” oznacza, że singel nie był notowany na danej liście. „X” oznacza, że lista nie istniała w danym okresie. | |                              |                              |                              |                             |                 |                                 |

### Jako artystka gościnna
| Rok | Tytuł                                                                | Najwyższe pozycje na listach | Najwyższe pozycje na listach | Najwyższe pozycje na listach | Certyfikat               | Sprzedaż        | Album              |
| Rok | Tytuł                                                                | POL (airplay)                | POL (streaming)              | POL (Billboard)              | Certyfikat               | Sprzedaż        | Album              |
| --- | -------------------------------------------------------------------- | ---------------------------- | ---------------------------- | ---------------------------- | ------------------------ | --------------- | ------------------ |
| 2020 | „Bubbletea” (Quebonafide, gościnnie: Daria Zawiałow)                 | 7                            | 28                           | X                            | - ZPAV: diamentowa płyta | - POL: 250 000+ | Romantic Psycho    |
| 2021 | „Renamenty serca” (Patrick The Pan, gościnnie: Daria Zawiałow)       | –                            | X                            | X                            |                          |                 | Miło wszystko      |
| 2022 | „Batman” (Kukon, gościnnie: Daria Zawiałow)                          | –                            | X                            | –                            | - ZPAV: złota płyta      | - POL: 25 000+  | Rough n’ Gentle    |
| 2022 | „Eldorado” (Sanah, gościnnie: Daria Zawiałow)                        | 1                            | 47                           | 5                            | - ZPAV: diamentowa płyta | - POL: 250 000+ | Uczta              |
| 2022 | „Czyj sen dziś śnisz?” (Natalia Szroeder, gościnnie: Daria Zawiałow) | –                            | X                            | –                            |                          |                 | Pogłos. Suplement  |
| 2024 | „Na ostatnią chwilę” (PRO8L3M, gościnnie: Daria Zawiałow)            | –                            | 3                            | 3                            | - ZPAV: złota płyta      | - POL: 25 000+  | Art Brut 1 Remixed |
| „–” oznacza, że singel nie był notowany na danej liście. „X” oznacza, że lista nie istniała w danym okresie. |                                                                      |                              |                              |                              |                          |                 |                    |

### Single promocyjne
| Rok  | Tytuł              | Certyfikat          | Sprzedaż       | Album                     |
| ---- | ------------------ | ------------------- | -------------- | ------------------------- |
| 2017 | „Chameleon”        |                     |                | A kysz!                   |
| 2021 | „Żółta taksówka”   | - ZPAV: złota płyta | - POL: 25 000+ | Wojny i noce              |
| 2022 | „Wietrze bądź”     |                     |                | Belle (ścieżka dźwiękowa) |
| 2022 | „Daj mi swój głos” |                     |                | Belle (ścieżka dźwiękowa) |

## Notowane i certyfikowane utwory
| Rok | Tytuł | Najwyższe pozycje na listach | Najwyższe pozycje na listach | Najwyższe pozycje na listach | Certyfikat              | Sprzedaż       | Album              |
| Rok | Tytuł | POL (airplay)                | POL (streaming)              | POL (Billboard)              | Certyfikat              | Sprzedaż       | Album              |
| --- | --- | ---------------------------- | ---------------------------- | ---------------------------- | ----------------------- | -------------- | ------------------ |
| 2021 | „Małgośka” (Męskie Granie Orkiestra 2021: Daria Zawiałow, Dawid Podsiadło i Vito Bambino)                         | –                            | X                            | X                            | - ZPAV: złota płyta     | - POL: 25 000+ | Męskie Granie 2021 |
| 2021 | „Mieć czy być” (Męskie Granie Orkiestra 2021: Daria Zawiałow, Dawid Podsiadło i Vito Bambino)                     | –                            | X                            | X                            | - ZPAV: złota płyta     | - POL: 25 000+ | Męskie Granie 2021 |
| 2021 | „Nikt tak pięknie nie mówił, że się boi miłości” (Męskie Granie Orkiestra 2021: Daria Zawiałow i Dawid Podsiadło) | –                            | X                            | X                            | - ZPAV: platynowa płyta | - POL: 50 000+ | Męskie Granie 2021 |
| 2023 | „Mix sałat” (Taco Hemingway, gościnnie: Daria Zawiałow)                                                           | –                            | 6                            | 5                            | - ZPAV: platynowa płyta | - POL: 50 000+ | 1-800-Oświecenie   |
| 2023 | „Ballada punk (jak świry)”                                                                                        | –                            | 82                           | –                            |                         |                | Dziewczyna pop     |
| 2023 | „Ballada znad rzeki”                                                                                              | –                            | 75                           | –                            |                         |                | Dziewczyna pop     |
| 2023 | „Bambi sarenka”                                                                                                   | –                            | 99                           | –                            |                         |                | Dziewczyna pop     |
| 2025 | „Dziwna” | 87                           | –                            | –                            |                         |                | Dziewczyna pop     |
| „–” oznacza, że singel nie był notowany na danej liście. „X” oznacza, że lista nie istniała w danym okresie. | |                              |                              |                              |                         |                |                    |

## Pozostałe utwory
| Rok  | Tytuł | Album                           | Źrodło |
| ---- | --- | ------------------------------- | ------ |
| 2012 | „Half Way to Heaven” (jako D.A.R.I.A.)                                                                                            | Half Way to Heaven (niewydany)  | [ 20 ] |
| 2012 | „Dwa światy” (jako D.A.R.I.A.) | Half Way to Heaven (niewydany)  | [ 20 ] |
| 2018 | „Nic” (oraz W.E.N.A.) | Albo Inaczej 2                  | [ 21 ] |
| 2018 | „Chwile ulotne” (oraz Monika Borzym, Natalia Nykiel, Fismoll, Igo, Ralph Kaminski, Piotr Zioła, Paktofonika, Fokus, Rahim, Magik) | Albo Inaczej 2                  | [ 21 ] |
| 2019 | „Przybysze z Matplanety” (Coma, gościnnie: Daria Zawiałow)                                                                        | Sen o 7 szklankach              | [ 22 ] |
| 2020 | „Powódź dekady” (Happysad, gościnnie: Daria Zawiałow)                                                                             | Festival Pol’and’Rock Live 2019 | [ 23 ] |
| 2020 | „Tańczymy” (Happysad, gościnnie: Daria Zawiałow)                                                                                  | Festival Pol’and’Rock Live 2019 | [ 23 ] |
| 2022 | „Dla ciebie” (Męskie Granie Orkiestra 2022, gościnnie: Daria Zawiałow i Artur Rojek)                                              | Męskie Granie 2022              | [ 24 ] |
| 2023 | „Ruchome piaski” (Męskie Granie Orkiestra 2023, gościnnie: Daria Zawiałow)                                                        | Męskie Granie 2023              | [ 25 ] |
| 2023 | „Palę w oknie” (Męskie Granie Orkiestra 2023 i Mrozu, gościnnie: Daria Zawiałow)                                                  | Męskie Granie 2023              | [ 25 ] |

## Teledyski
| Rok       | Tytuł                      | Reżyseria                           | Źrodło |
| --------- | -------------------------- | ----------------------------------- | ------ |
| 2012      | „Half Way to Heaven”       | Daria Zawiałow i Michał Kush        | [ 26 ] |
| 2016      | „Malinowy chruśniak”       | Dorota Piskor                       | [ 27 ] |
| 2016      | „Kundel bury”              | Dominika Podczaska                  | [ 28 ] |
| 2017      | „Miłostki”                 | Karol Łakomiec                      | [ 29 ] |
| 2017      | „Na skróty”                | Dominika Podczaska                  | [ 30 ] |
| 2017      | „Jeszcze w zielone gramy”  | –                                   | [ 4 ]  |
| 2018      | „Nie dobiję się do Ciebie” | Dominika Podczaska                  | [ 31 ] |
| 2019      | „Szarówka”                 | Dorota Piskor                       | [ 27 ] |
| 2019      | „Hej Hej!”                 | Dorota Piskor                       | [ 27 ] |
| 2019      | „Czy Ty słyszysz mnie?”    | Krzysztof Grajper                   | [ 32 ] |
| 2019      | „Punk Fu!”                 | Piotr Onopa                         | [ 33 ] |
| 2020      | „Gdybym miała serce”       | –                                   | [ 34 ] |
| 2020      | „Helsinki”                 | Karol Łakomiec                      | [ 35 ] |
| 2020      | „Świt”                     | Daniel Jaroszek                     | [ 36 ] |
| 2020      | „Nie mamy czasu”           | Maciek Adamczak                     | [ 37 ] |
| 2021      | „Kaonashi”                 | Daniel Jaroszek                     | [ 38 ] |
| 2021      | „Za krótki sen”            | Tadeusz Śliwa                       | [ 39 ] |
| 2021      | „Wojny i noce”             | Tomasz Miazga                       | [ 10 ] |
| 2021      | „I Ciebie też, bardzo”     | MYK Collective                      | [ 40 ] |
| 2021      | „Serca gwiazd”             | Wawrzyniec Gucewicz                 | [ 41 ] |
| 2022      | „Laura”                    | Nastazja Gonera                     | [ 42 ] |
| 2023      | „Fifi Hollywood”           | Nikodem Marek i Jakub Wójcik        | [ 43 ] |
| 2023      | „Złamane serce jest ok”    | Nikodem Marek i Jakub Wójcik        | [ 44 ] |
| 2023      | „Z Tobą na chacie”         | Nikodem Marek i Jakub Wójcik        | [ 45 ] |
| 2023      | „Supro”                    | Nikodem Marek i Jakub Wójcik        | [ 46 ] |
| 2024      | „Dziewczyna pop”           | Nikodem Marek                       | [ 47 ] |
| 2024      | „Wolne duchy”              | Grajper                             | [ 48 ] |
| 2024      | „Ballada o niej”           | Daria Zawiałow i Mateusz Dziekoński | [ 49 ] |
| 2025      | „Dziwna”                   | Jakub Wójcik                        | [ 50 ] |
| Gościnnie |                            |                                     |        |
| 2017      | „Lajki”                    | Dominika Podczaska                  | [ 51 ] |
| 2020      | „Bubbletea”                | Daniel Jaroszek                     | [ 52 ] |
| 2021      | „Renamenty serca”          | Adam Romanowski                     | [ 53 ] |
| 2022      | „Batman”                   | Nikodem Marek                       | [ 54 ] |
| 2022      | „Czyj sen dziś śnisz?”     | Michał Wit Kowalski                 | [ 55 ] |
| 2024      | „Na ostatnią chwilę”       | Jakub Bujas                         | [ 56 ] |